# Andy García
Andrés Arturo García Menéndez (Havana, 12. travnja 1956.) je kubansko-američki filmski glumac. Svoju karijeru započeo je 1978. godine, a prvi značajni uspjeh postiže tijekom 1980-ih i 1990-ih. Glumi u nekoliko uspješnih filmova, a ostvario je i niz poznatih uloga. Među najznačajnim ulogama su mu one Vincenta Corleonea u filmu Kum III, Georgea Stonea u filmu Nedodirljivi, Michaela Greena u filmu Kad čovjek voli ženu, Terryja Benedicta u Oceanovoj trilogiji (Oceanovih 11, Oceanovih 12, Oceanovih 13) i Fica Fellovea u Izgubljenom radu, a glumio je i u Pink Pantheru 2, te u biografskoj uspješnici Modigliani gdje je tumačio upravo Amedea Modiglianija.
Za ulogu Vinniea Corleonea bio je nominiran za Oscara za najboljeg sporednog glumca 1990., no Oscara je dobio Joe Pesci.